# Şehzade Mehmed Ziyaeddin
Şehzade Mehmed Ziyaeddin Efendi (turco ottomano: شهزادہ محمد ضیاالدین; Istanbul, 26 agosto 1873 – Alessandria d'Egitto, 30 gennaio 1938) è stato un principe ottomano, figlio maggiore del sultano Mehmed V.

## Origini
Şehzade Mehmed Ziyaeddin nacque il 26 agosto 1873 a Istanbul, a villa Ortaköy. Suo padre era Şehzade Mehmed Reşad (il futuro sultano ottomano Mehmed V) e sua madre la sua prima consorte, Kamures Hanım. Era il primogenito di suo padre e l'unico figlio di sua madre.
Nel 1876 Abdülhamid II, fratellastro di Reşad, divenne sultano e Reşad l'erede al trono. Per questo motivo si trasferirono nella suite dell'erede a Palazzo Dolmabahçe.
Ziyaeddin venne circonciso il 17 dicembre 1883 insieme a Şehzade Mehmed Selim, Şehzade Ibrahim Tevfik, Şehzade Abdülmecid, Şehzade Mehmed Şevket e Şehzade Mehmed Seyfeddin.

## Istruzione e carriera
Fra il 1911 e il 1912 frequentò il Collegio militare ottomano. Nel febbraio 1916, durante la prima guerra mondiale, presto servizio come brigadiere onorario di cavalleria nell'esercito ottomano. Servì anche come aiutante di campo di suo padre, nel frattempo divenuto Sultano col nome di Mehmed V.
Dopo la morte di suo padre nel 1918 ottenne il permesso di iscriversi alla scuola di medicina. Safiye Ünüvar, insegnante dei nipoti di Mehmed V, scrisse che lei ricopiava per lui i suoi appunti in modo più pulito e che lo aiutava con le lezioni di algebra.

## Impegni pubblici
Il 2 settembre 1909 Ziyaeddin si recò a Bursa con suo padre e i suoi due fratellastri, Şehzade Mahmud Necmeddin e Şehzade Ömer Hilmi.
Il 13 giugno 1910 coi suoi fratelli ricevette Şehzade Yusuf Izzeddin alla stazione quando rientrò dall'Europa.
Tra il 5 e il 26 giugno 1911, Ziyaeddin si recò in Rumelia con suo padre e i suoi fratelli.
L'11 novembre 1911 si recò in Egitto per incontrare il re Giorgio V del Regno Unito e sua moglie, la regina Mary di Teck, e vi rimase fino al 29 novembre 1911.
Tra il 4 e il 5 novembre 1912, durante le guerre balcaniche, visitò il fronte di Çatalca e fra il 10 e il 21 aprile 1917, durante la prima guerra mondiale, visitò l'Impero tedesco.
Il 15 ottobre 1917 incontrò l'imperatore tedesco Guglielmo II, quando quest'ultimo visitò Istanbul nel 1917 e il 9 maggio 1918 incontrò anche l'imperatore Carlo I d'Austria, quando visitò Istanbul nel 1918 con la moglie Zita di Borbone-Parma.

## Esilio
Dopo la morte di suo padre, Ziyaeddin si trasferì in un complesso privato a Ibrahim Pasha Meadows, tornando a Palazzo Yildiz, il palazzo imperiale, solo per festività e occasioni formali. Il complesso comprendeva tre edifici a tre piani, così che ciascuna delle sue mogli avesse un appartamento privato. In totale, fra le consorti, i figli e il personale, il complesso ospitava trentasei persone.
Nel 1924 la dinastia ottomana venne esiliata.
Ziyaeddin, con la famiglia, si stabilì prima a Beirut, in Libano, e poi, nel 1926, ad Alessandria d'Egitto. Alcuni anni prima della sua morte s'imbarcò per Istanbul su una nave straniera, desiderando poter rivedere la città almeno dal ponte della nave. Non resistendo alla tentazione, cercò di sbracare fingendosi un turista, ma venne immediatamente individuato e riportato a bordo dalla polizia turca.

## Morte
Şehzade Mehmed Ziyaeddin morì il 30 gennaio 1938 ad Alessandria d'Egitto, per tubercolosi, all'età di sessantaquattro anni. Venne sepolto nel mausoleo Tewfik Pasha, a Il Cairo.

## Famiglia
Quando raggiunse l'età adulta, suo zio, il sultano Abdülhamid II, gli propose in moglie una delle sue figlie, Naime Sultan. Ziyaeddin e suo padre rifiutarono la proposta, ma ironicamente una delle figlie di Ziyaeddin, Dürriye Sultan, avrebbe poi sposato il figlio di Naime, Sultanzade Mehmed Cahid Osman Bey.

### Consorti
Şehzade Mehmed Ziyaeddin ebbe cinque consorti:
- Perniyan Hanim[13][14]. Nata il 2 gennaio 1880, si sposarono il 5 gennaio 1898. Era un'abilissima calligrafa, i cui lavori erano ammirati dal sultano Mehmed V e dai maggiori calligrafi di corte. Cercò di ottenere il permesso di tenere delle lezioni, ma Sabit Bey, uno dei funzionari di corte, le riferì che sarebbe stato inappropriato. Divorziarono prima dell'esilio e Perniyan morì nel 1947. Ebbero una figlia:
  - Behiye Sultan (n.1900)
- Ünsiyar Hanım[1][14][15][16][17]. Nata nel 1887, era circassa, figlia di Hüseyin Bey e Firdevs Hanim. Aveva una sorella, Hacer Laverans Hanım (1900-1992). Si sposarono il 16 agosto 1903. Era nota come una donna intelligente e di buon senso, particolarmente interessata all'educazione femminile a Palazzo. Morì nel 1934 ad Alessandria. Ebbero due figlie e un figlio:
  - Dürriye Sultan (n.1905)
  - Rukiye Sultan (n.1906)
  - Şehzade Mehmed Nazim (n.1910)
- Perizad Hanım[14][18][19]. Nata nel 1889, era cugina paterna di Vedat Bey. Si sposarono il 18 gennaio 1907. Era nota come una donna buona e discreta. Morì ad Alessandria d'Egitto nel 1934 e fu sepolta nel mausoleo Ömar Tusun Paşah. Ebbero due figlie:
  - Hayriye Sultan (n.1908)
  - Lütfiye Sultan (n.1910)
- Melekseyran Hanım[20][21]. Nata il 23 settembre 1890, aveva una sorella, Sermelek Hanım. Si sposarono nel 1911. Era nota per la sua bellezza e per il suo pessimo carattere. Divorziarono prima del 1920 e lei morì nel 1966. Ebbero un figlio:
  - Şehzade Ömer Fevzi (n.1912)
- Neşemend Hanım[22]. Nata nel 1905. Si sposarono nel 1920, dopo il divorzio da Melekseyran. Morì nel 1934 ad Alessandria d'Egitto e fu sepolta a Helwan. Ebbero una figlia:
  - Mihrimah Sultan (n. 1923)

### Discendenza
Şehzade Mehmed Ziyaeddin ebbe due figli e sei figlie.

### Figli
- Şehzade Mehmed Nazim (22 dicembre 1910 - 11 novembre 1984) - con Ünsiyar Hanım. Nato a Palazzo Dolmabahçe, morto a Istanbul e sepolto nel mausoleo Mehmed V. Si sposò due volte:
  - Nel 1938 con Perizad Belkis Hanım. Il matrimonio non fu riconosciuto dal califfo Abdülmecid II e fu annullato nel 1944. Da lei ebbe un figlio:
    - Şehzade Cengiz (n. 20 novembre 1939). Sposato tre volte:
      - Il 16 giugno 1964 con Eileen Imrie (n. 1946). Ebbero una figlia e un figlio:
        - Ayşe Louise (n. 21 marzo 1964). Sposata con Bill Rehm, ha avuto due figlie:
          - Peri Kathleen (n. 2 giugno 1994)
          - Zekeriya (n. Ottobre 1996)

        - Mehmed Ziyaeddin (n. 18 aprile 1966). Sposò una donna di nome Kelly.

      - Donna Hanim
      - Suzanne Hanim

  - Nel 1945 a Il Cairo con Halime Lima Hanim (16 giugno 1919 – 22 marzo 2000, Il Cairo), nipote di Şeyh Ebülhuda Efendi. Con lei ebbe due figli:
    - Şehzade Hasan Orhan (n. 9 settembre 1946). Sposato due volte:
      - Devlet Sue Tolestoa (n. 27 novembre 1957). Annullato nel 1985.
      - Il 9 settembre 1996 con Malak Seyfallah Ruşdi (n. 8 luglio 1960)

    - Şehzade Mehmed Ziyaeddin (n. 17 settembre 1947). Sposato due volte, ha avuto un figlio e una figlia. 
      - Il 4 settembre 1969 con Ghada Habjouga (n. 1 settembre 1952)
      - Il 2 maggio 1984 con Allison Maddox (n. 4 dicembre 1951). Hanno avuto un figlio e una figlia:
        - Nazim (n. 24 settembre 1985)
        - Nermin Zoé (n. 30 marzo 1988)
- Şehzade Ömer Fevzi (13 novembre 1912 - 24 aprile 1986) - con Melekseyran Hanım. Nato a Palazzo Yıldız. Morì a Amman, in Giordania. Sepolto nel mausoleo Mehmed V. Si sposò due volte: 
  - Nel 1946 a Il Cairo con Mukaddes Hanim. Morì nel 1958.
  - Nel 1963 con Veliye Hanım.

### Figlie
- Behiye Sultan (8 novembre 1900 - 1950) - con Perniyan Hanim. Nata a Palazzo Dolmabahçe, morta ad Alessandria e sepolta nel mausoleo Tewfik Pasha. Si sposò tre volte:
  - Il 6 aprile 1916, a Palazzo Dolmabahçe, sposò il principe Kavalalı Ömer Halim Bey (1898 - 1954), figlio di Said Halim Paşah. Il matrimonio fu annullato il 4 novembre 1920.
  - Nel 1921 a Palazzo Göztepe sposò Cemâleddîn Bey. Il matrimonio fu morganatico perché non riconosciuto dal sultano Mehmed VI e fu annullato nel 1931. Con lui ebbe un figlio:
    - Sultanzade Reşad Bey (n. 1930). Si sposò una volta con una donna di nome Jeanne. Ebbero un figlio e una figlia:
      - Cengiz (n. 1972)
      - Sabrina (n. 1974)

  - Il 9 novembre 1934 sposò Sertabib Hafız Zeki Bey. Con lui ebbe un figlio:
    - Sultanzade Ahmed Reşid Zaki Bey (n.1935). Sposò Ülfet Fadi (n. 6 febbraio 1936). Ebbero due figli e una figlia:
      - Mahmud Ahmad Raşid (n. 10 agosto 1958)
      - Mona Ahmad Raşid (n. 10 marzo 1962)
      - Muhammad Ahmad Raşid (n. 26 novembre 1966)
- Dürriye Sultan (3 agosto 1905 - 15 luglio 1922) - con Ünsiyar Hanım. Sposata con Sultanzade Mehmed Cahid Osman Bey, figlio di Naime Sultan. Divorziarono dopo un anno. Morì di tubercolosi l'anno dopo.
- Rukiye Sultan (11 ottobre 1906 - 20 febbraio 1927) - con Ünsiyar Hanım. Sposò Sokolluzâde Abdülbâki Ihsân Bey nel 1924. Con lui ebbe una figlia: 
  - Behiye Emel Nuricihan Hanımsultan (n. 15 giugno 1925)
- Hayriye Sultan (16 febbraio 1908 - 5 marzo 1943) - con Perizad Hanım. Nata a Palazzo Dolmabahçe, morta di tubercolosi a Beirut. Sepolta nel mausoleo Tewfik Pasha.
- Lütfiye Sultan (20 aprile 1910 - 11 giugno 1997) - con Perizad Hanım. Sposò Hasan Bey nel 1932. Con lui ebbe due figli e una figlia:
  - Sultanzade Ahmed Reşid Bey (7 maggio 1933 - 1958)
  - Sultanzade Reşad Bey (7 maggio 1934 - gennaio 2014)
  - Perizad Hanımsultan (n. 11 gennaio 1936)
- Mihrimah Sultan (14 aprile 1923 - 30 marzo 2000) - con Neşemend Hanım. Sposò il principe Nâyef, uno dei figli di re Abdüllah I di Giordania. Con lui ebbe due figli:
  - Principe Sultanzade Ali Bey (n. 10 agosto 1941)
  - Principe Sultanzade Abubakr Âsım Bey (n. 27 aprile 1948)

## Personalità
Ziyaeddin era noto come una persona espansiva ed eccentrica, noto per il suo abbigliamento a colori vivaci e il modo audace in cui si rivolgeva alle donne.
Era molto legato alla classe povera e, benché non particolarmente ricco, si dedicava molto alla beneficenza, soprattutto a Üsküdar e Kadikoy. Forniva fondi per la sepoltura degli indigenti e la dote delle ragazze, e coinvolse le sue consorti nel donare abiti e oggetti. All'inizio di ogni mese, inoltre, distribuiva denaro ai bisognosi del quartiere dove viveva.
Fra le Kalfa (serve) al suo servizio c'era Nevzad Hanim, che sarebbe diventata l'ultima consorte del sultano Mehmed VI, fratellastro minore di suo padre.

## Onorificenze
Şehzade Mehmed Ziyaeddin venne insignito delle seguenti onorificenze:

### Onorificenze ottomane
- Ordine di Osmanieh, 1ª classe, 1884
- Ordine di Osmanieh, ingioiellato, 26 marzo 1912
- Ordine di Medjidie, ingioiellato, 1909
- Medaglia Liakat, oro, 17 ottobre 1916
- Ordine della gloria, ingioiellato, 2 maggio 1917
- Ordine della Casa di Osman
- Medaglia Hicaz Demiryolu, oro
- Medaglia di guerra ottomana

### Onorificenze straniere
- Regno Unito: Cavaliere di Gran Croce dell'Ordine Reale Vittoriano, 21 novembre 1911
- Serbia: Ordine della Stella dei Karađorđević
- Austro-ungheria: Gran Croce dell'Ordine imperiale di Leopoldo